# Асонанс
Асонансът (на френски: assonance от латински ad – при, и sono – звуча) е съзвучие, повторение на еднакви гласни звукове в един или няколко стиха, което създава музикално звучене на строфите.
В българската поезия образец за асонанси е творбата на Христо Ботев „Хаджи Димитър“. Чрез многократно повторение на меката и напевна гласна е поетът създава музикално звучене на цялата строфа, усещане, че Балканът наистина пее.
Настане вечер – месец изгрее,

звезди обсипят свода небесен:

гора зашуми, вятър повее, –

Балканът пее хайдушка песен!

В същата творба в стиховете
Тоз, който падне в бой за свобода,

той не умира...

повторението на широката твърда гласна о придава внушителност и тържественост, спомага да се подчертае величието и безсмъртието на бореца за свобода.
Асонанс също означава рима, при която удареният гласен звук на римуваните думи е еднакъв, а всички или част от съгласните звукове са различни. В случаите, когато римата е женска или дактилна, неударените гласни звукове в римуваните думи могат да бъдат както еднакви, така и различни (богàт – врагà, вèсел – трèсък, сребрѝсто – разѝскря).
Макар и рядко, асонансът се среща и в прозата. Води началото си от средновековната френска, келтска и испанска поезия.